# Rachid Tiberkanine
Rachid Tiberkanine (né le 28 mars 1985 à Anvers, Belgique) est un footballeur belgo-marocain, international marocain. Il évolue au poste de milieu de terrain avec le club d'Al Kharitiyath.

## Biographie
Rachid Tiberkanine joue dans de nombreux pays : aux Pays-Bas, en Allemagne, en Lettonie, en Bulgarie, aux Émirats arabes unis, au Maroc et au Qatar.
Avec le club du Levski Sofia, il participe aux tours préliminaires de la Ligue des champions et de la Ligue Europa.
Avec l'équipe du Wydad de Fès, il participe à la Ligue des champions d'Afrique.
Avec l'équipe du Maroc des moins de 20 ans, il participe à la Coupe du monde des moins de 20 ans en 2005. Le Maroc se classe quatrième de ce mondial organisé aux Pays-Bas.
Il reçoit deux sélections en équipe du Maroc : la première, le 22 octobre 2015, contre la Libye (victoire 0-4), et la seconde, trois jours plus tard, contre la Tunisie (victoire 2-3).

## Palmarès
- FC Daugava
  - Coupe de Lettonie
    - Vainqueur en 2008

- PFK Levski Sofia
  - Championnat de Bulgarie
    - Champion en 2009

  - Supercoupe de Bulgarie :
    - Vainqueur en 2009

- Dubaï Club
  - Coupe de la UAEFA
    - Vainqueur en 2010

- OC Khouribga
  - Championnat du Maroc
    - Vice-champion en 2015

  - Coupe du Trône
    - Vainqueur en 2015